# 朝陽戰鬥
朝陽戰鬥發生於1933年2月24日，地點則是在中國热河朝陽一帶。是抗日戰爭初期的主要戰鬥之一，交戰一方為守軍之國民革命軍，另一方則為日軍。而中國領導者為董福亭。最後，日軍中路獲勝，日軍攻佔朝陽一帶，國民革民軍駐熱河部隊潰散。